# Luigi Nerieri
Luigi Nerieri (San Giovanni in Persiceto, 1º febbraio 1912 – Mahón, 22 dicembre 1936) è stato un aviatore e militare italiano, decorato con la Medaglia d'oro al valor militare alla memoria durante la guerra di Spagna.

## Biografia
Nacque a San Giovanni in Persiceto, provincia di Bologna, il 1º febbraio 1912, arruolandosi volontario nella Regia Aeronautica appena compiuti i diciannove anni.
Dopo aver frequentato il corso speciale di pilotaggio presso la Scuola dell’Aeroporto del Littorio, a Roma, fu nominato aviere scelto nell’aprile 1931 e quella a primo aviere allievo sergente pilota il 20 ottobre dello stesso anno. Nel novembre successivo fu trasferito alla Scuola caccia di Aviano, dove conseguì il brevetto di pilota militare e la promozione a sergente. Nel gennaio 1932 andò in forza al 3º Stormo Caccia Terrestre di stanza sull'aeroporto di Milano-Bresso ed inquadrato nella 1ª Zona Aerea Territoriale (Z.A.T.), per entrare quindi, nel marzo 1933, in servizio presso il 13º Stormo Bombardamento Terrestre. 
Nel giugno 1935 fu promosso sergente maggiore pilota, e allo scoppio delle ostilità con l'Etiopia chiese ripetutamente di essere mandato in Africa Orientale, ma non fu accontentato.
Dopo l'inizio dell'intervento italiana a fianco delle forze nazionaliste del generale Francisco Franco partì volontario per la guerra di Spagna in forza all'Aviazione del Tercio. Da Lonate Pozzolo si trasferì sull'aeroporto di Palma di Majorca il 4 settembre 1936, assegnato alla 251ª Squadriglia del XXV Gruppo B.T. "Falchi delle Baleari". Cadde in combattimento a bordo di un bombardiere Savoia-Marchetti S.M.81 Pipistrello durante una missione sul porto di Mahón, Minorca, e fu decorato con la Medaglia d'oro al valor militare alla memoria.
La sezione di Bologna dell'Associazione Arma Aeronautica porta il suo nome.

### Annotazioni
1. ↑  Ai cui comando vi era il tenente pilota Brescianini.

### Fonti
1. 1 2 3 4  Ufficio Storico Stato Maggiore dell'Aeronautica 1969, p. 104.
2. 1 2 3 4  Combattenti Liberazione.
3. ↑  Ufficio Storico dell'Aeronautica Militare 1977, p. 23 , equipaggiato con il caccia Fiat C.R.20.
4. ↑  Sito web del Quirinale: dettaglio decorato.
5. ↑  Bollettino Ufficiale 1938, suppl. 08 pag.3.